# Olympisches Sportzentrum Peking
Das Olympische Sportzentrum Peking befindet sich im Norden Pekings, südlich vom Olympic Green. Es wurde für die Asienspiele 1990 gebaut und anlässlich der Olympischen Sommerspiele 2008 renoviert und erweitert. Der Verein Beijing Sport University FC trägt derzeit hier seine Heimspiele aus. 

## Olympic Sports Centre Stadium
Das Olympic Sports Centre Stadium ist ein Mehrzweckstadion, das zurzeit hauptsächlich für Fußball genutzt wird. Das Stadion wurde für die Olympischen Spiele renoviert und es wurden dort zwei Disziplinen des Modernen Fünfkampfes (Crosslauf und Springreiten) abgehalten. Für die Reitdisziplinen wurde das zentrale Football Feld in einen temporären Reitplatz verwandelt. 
Der Umbau erweiterte die Kapazität von 18.000 auf 36.228 Plätze und die Grundfläche von 20.000 auf 34.975 m².

## Olympic Sports Centre Gymnasium
Direkt neben dem Olympic Sports Centre Stadium und dem Ying Tung Natatorium liegt das Olympic Sports Centre Gymnasium. Es wurde ebenfalls für die Olympischen Spiele renoviert und war Austragungsort mehrerer Spiele des olympischen Handballturniers.
Die Kapazität erhöhte sich von 6.000 auf 7.000 Plätze und die Grundfläche von 43.000 auf 47.410 m². Zusätzlich entstanden drei Trainingsfelder.

## Galerie

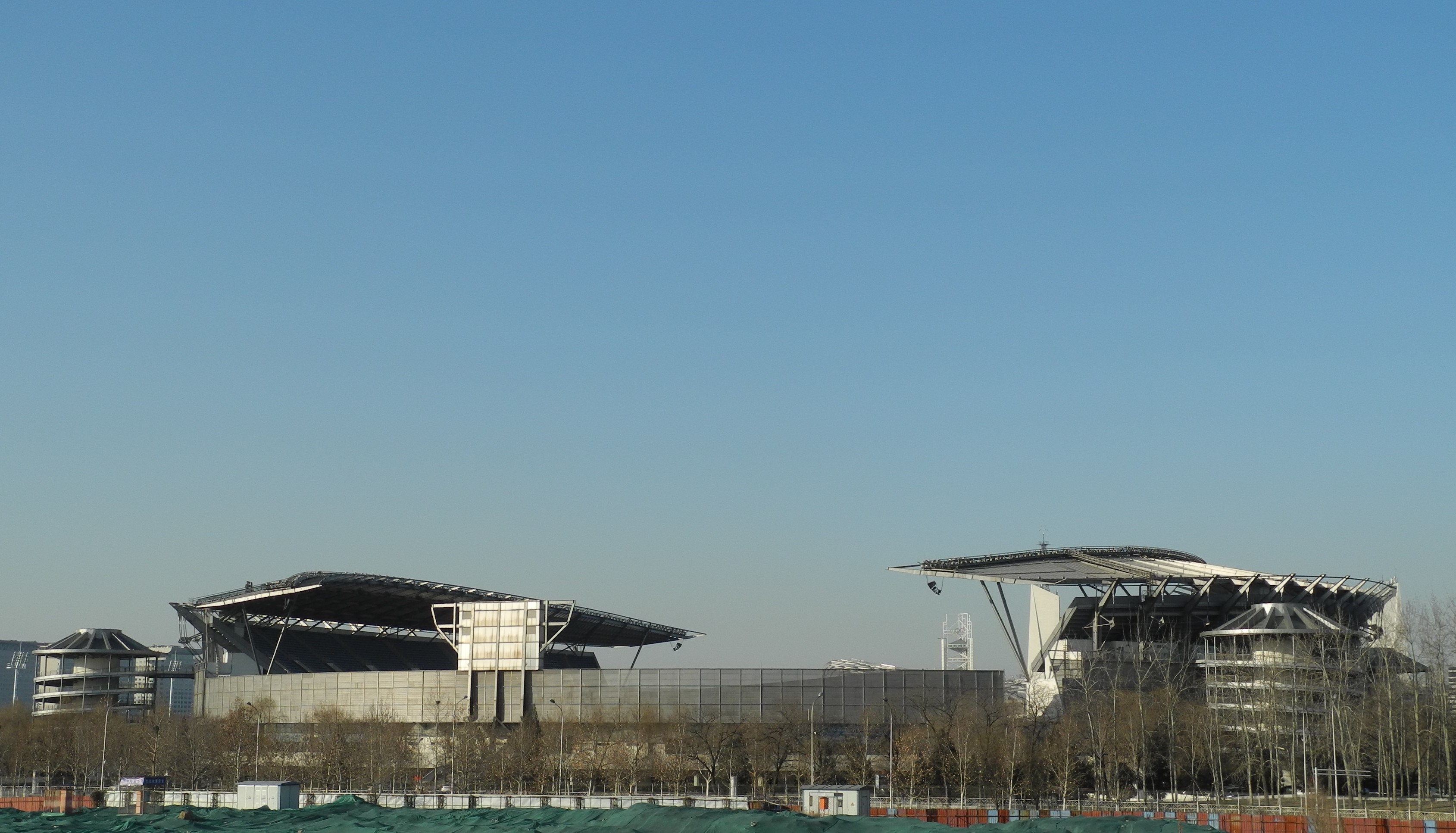
Die Außenansicht des Stadions
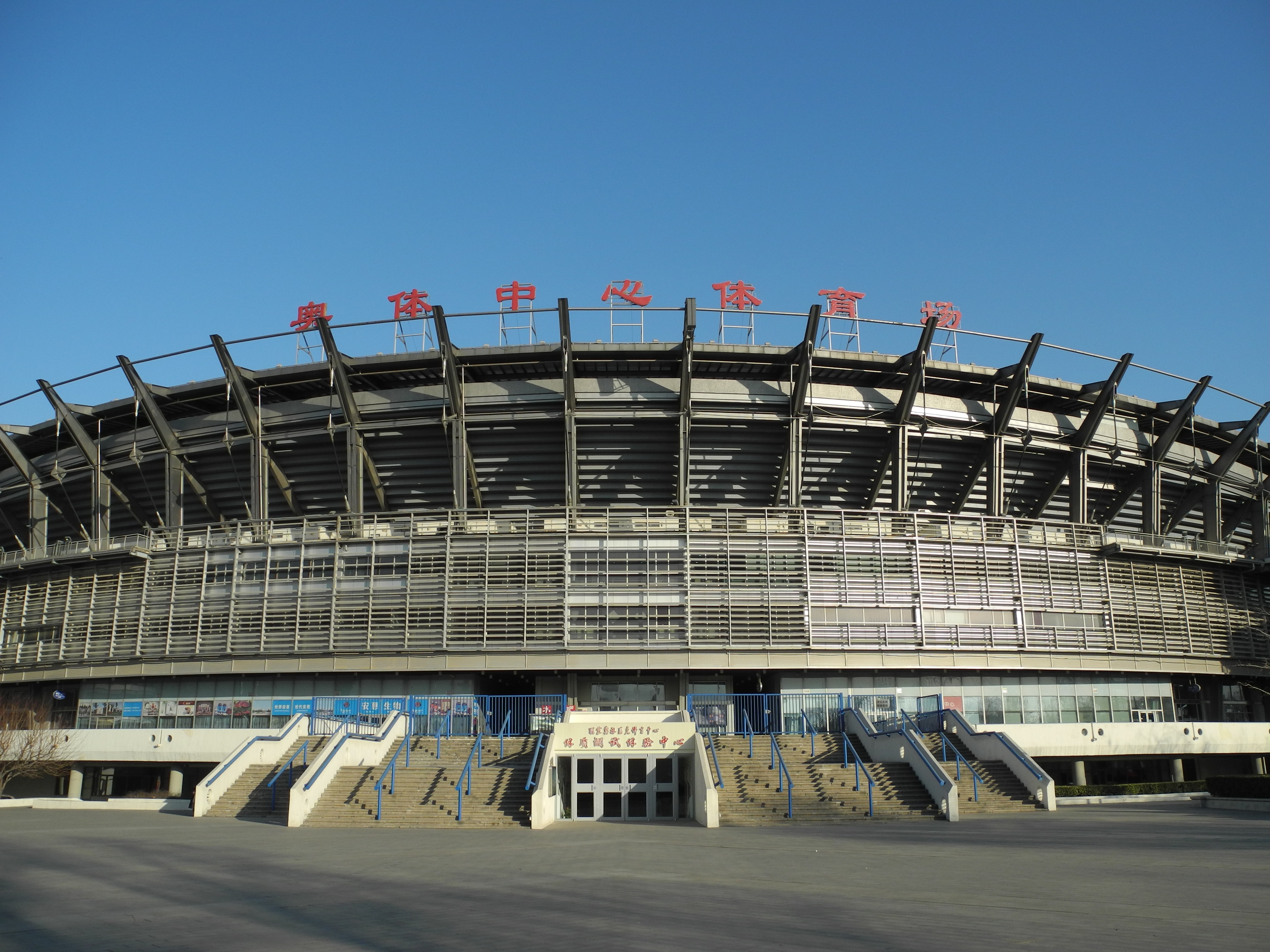
Der Haupteingang des Stadions auf der Westseite
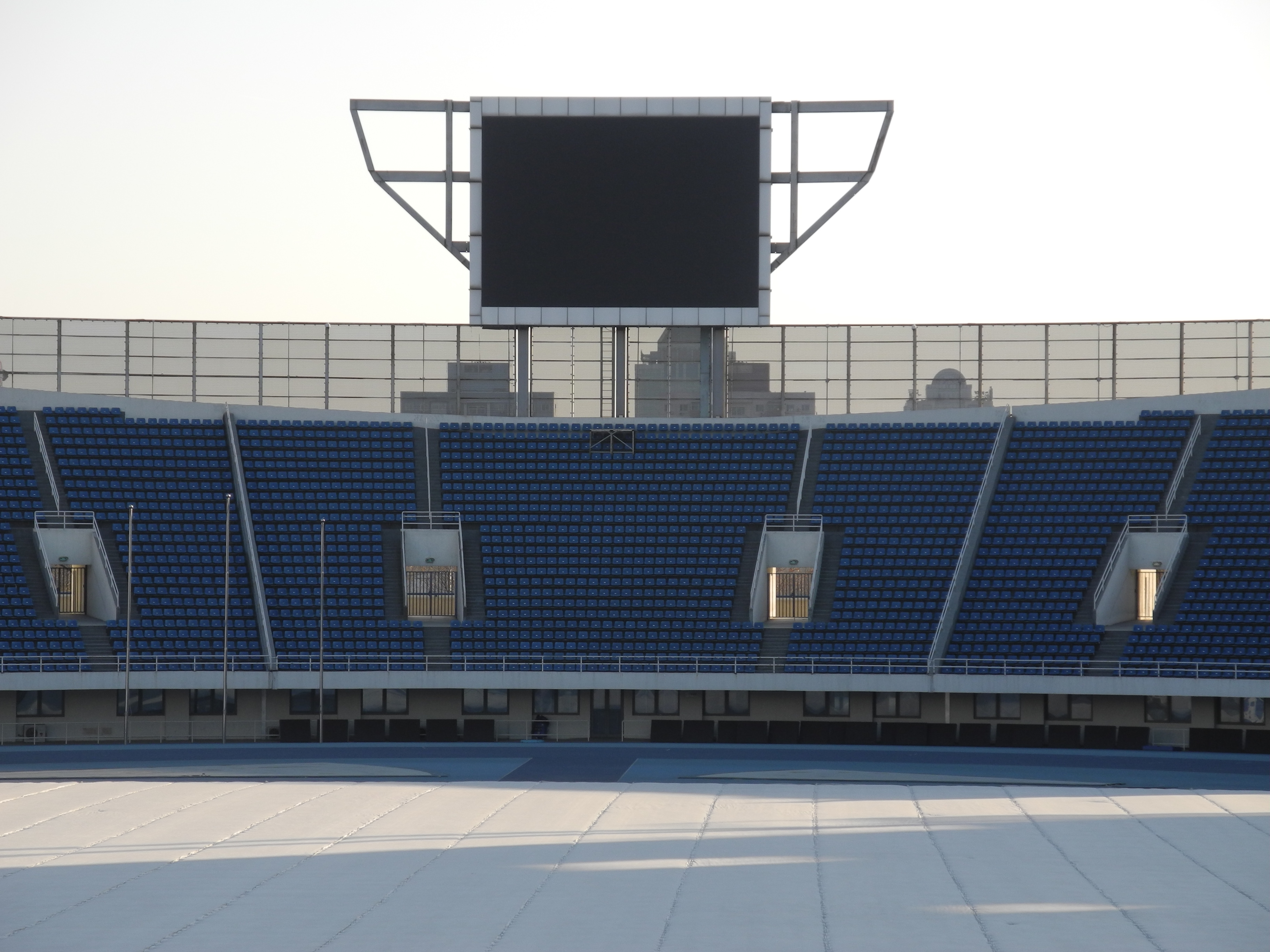
Die Südtribüne des Stadions mit Anzeigetafel
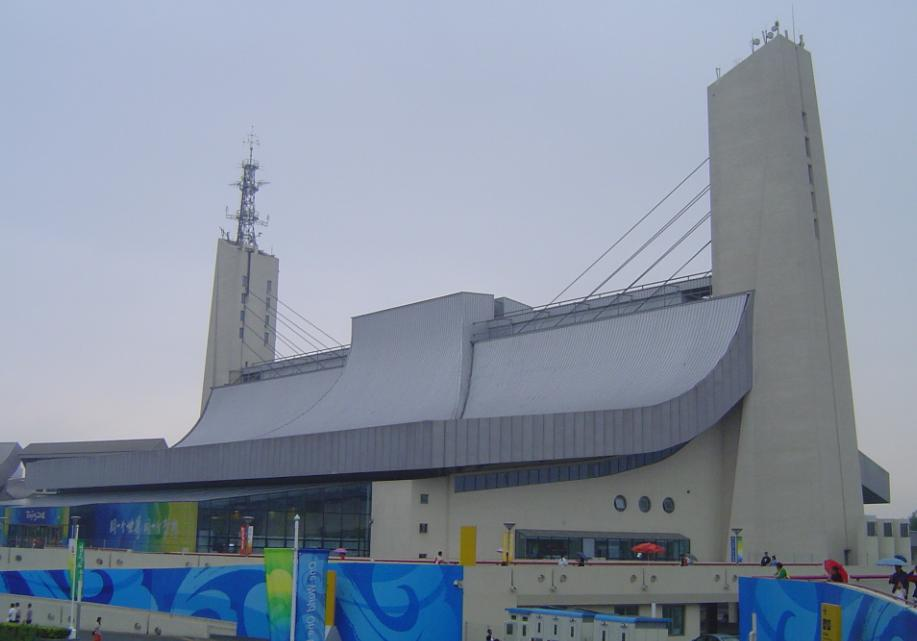
Das Gymnasium

Koordinaten: 39° 58′ 59,2″ N, 116° 23′ 35,7″ O